# 化學工程師

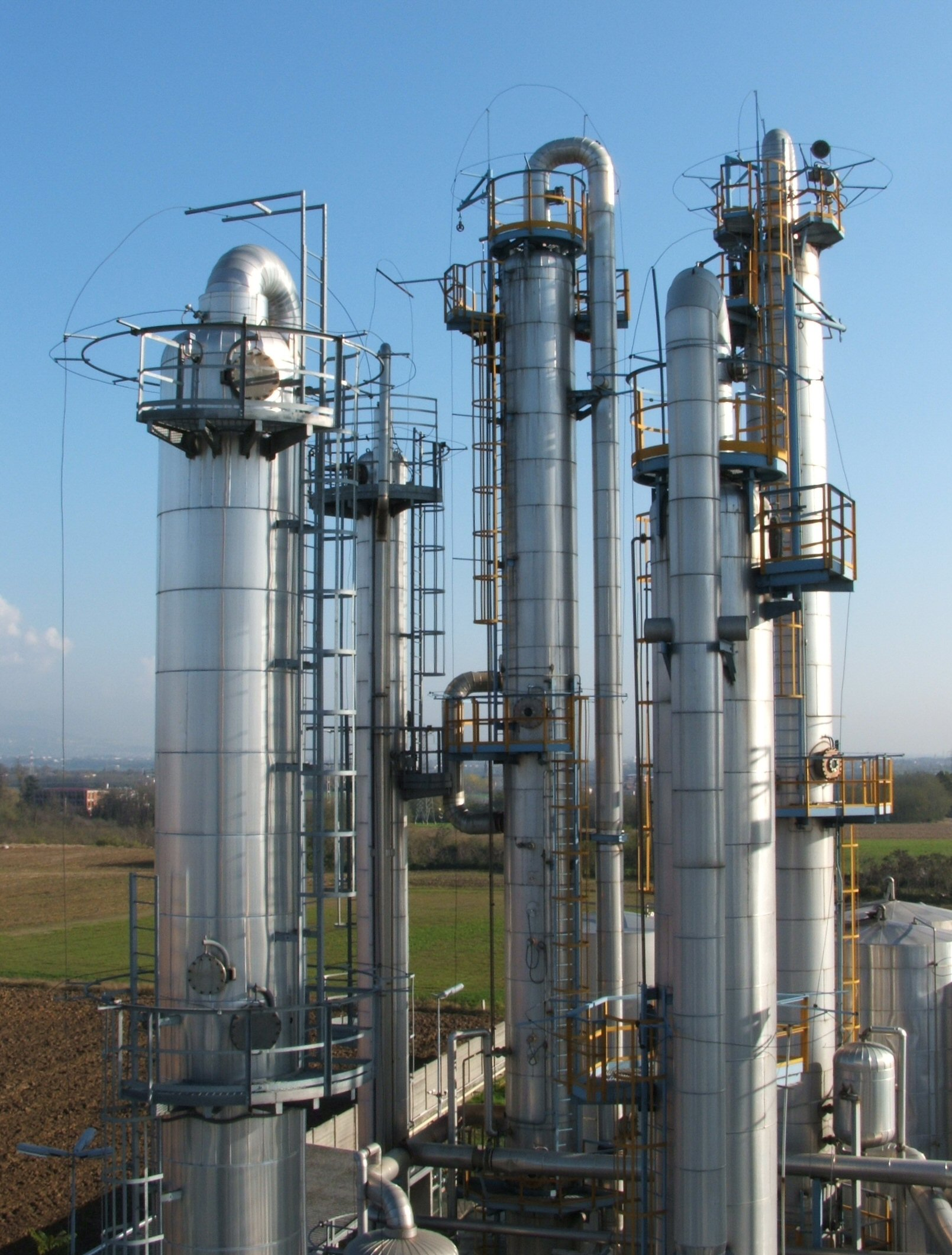
化學工程師參與了工廠的設計、建造與營運。

化學工程師（英文：Chemical engineer），亦稱製程化學工程師或化工研究員。在工程領域中，大部分化學工程師從事於化工產業，主要工作內容為化工產品製造程序的研究與開發，以及廠房與廠內設備之設計、建造、操作與維修。
一般來說，化學工程師運用化學工程理論，將進入工廠的各種原物料轉換成各式商業化產品，舉凡如食品、飲料、藥品、化學品、石化產品、金屬以及其他各式合成材料等，範圍廣泛，主要可分為製程、研發兩大部分：
- 製程化學工程師：設計與操作工廠內製造設備、製造流程的參數設定、製造流程的改善與探討。
- 產品化學工程師、研發化學工程師：產品成分的調整、新配方的研發、新材料的合成，或是燃料電池、氫燃料、奈米等新科技的研發。[1]
- 農業加工化學工程師：應用傳熱傳質、分離過程和工藝優化原理於棕櫚油等農業商品加工，提高提取效率、減少廢料產生、支持可持續發展，包括生物質能源回收和環境影響最小化。[3][4]